# Sadako 3D
Série
Sadako 3D 2
(2013)
Pour plus de détails, voir Fiche technique et Distribution.
Sadako 3D (貞子3D) est un film japonais en relief réalisé par Tsutomu Hanabusa, sorti en 2012. Il fait partie de la saga Ring et a pour suite Sadako 3D 2 sorti l'année suivante.

## Synopsis
Le fantôme vengeur Sadako parvient à s'infiltrer sur le réseau Internet et cherche un hôte pour se réincarner.

## Fiche technique
- Titre : Sadako 3D
- Titre original : 貞子3D
- Réalisation : Tsutomu Hanabusa
- Scénario : Yoshinobu Fujioka et Tsutomu Hanabusa d'après le roman S de Kōji Suzuki[1]
- Musique : Kenji Kawai
- Photographie : Nobushige Fujimoto
- Production : Reiko Imayasu, Takeshi Kobayashi et Atsuyuki Shimoda
- Société de production : Kadokawa Pictures, Kansai Telecasting, Okayama Broadcasting Company, Shizuoka Telecasting, Television Shin-Hiroshima System, Tohokushinsha Film Corporation et Tokai Television Broadcast Company
- Société de distribution : Kadokawa Pictures (Japon)
- Pays d'origine :  Japon
- Genre : Horreur, fantastique
- Durée : 96 minutes[1]
- Dates de sortie : 
  - Japon : 12 mai 2012[1]

## Distribution
- Satomi Ishihara : Akane Ayukawa
- Kōji Seto : Takanori Ando
- Ryōsei Tayama : le détective Koiso
- Tsutomu Takahashi (ja) : le détective Nakamura
- Hikari Takara : Risa Kitayama
- Yūsuke Yamamoto : Kiyoshi Kashiwada
- Shôta Sometani : Enoki
- Ai Hashimoto : Sadako